# José Henrique Paim
José Henrique Paim Fernandes (Porto Alegre, 2 de junho de 1966) é um professor e economista brasileiro. Professor da Escola Brasileira de Administração Pública e de Empresas (EBAPE) e diretor da Diretoria de Desenvolvimento da Gestão Pública e Políticas Educacionais (DGPE), da Fundação Getulio Vargas (FGV), foi ministro da Educação do Brasil de 3 de fevereiro de 2014 a 1º de janeiro de 2015.
Graduado em economia pela Universidade do Vale do Rio dos Sinos (Unisinos), é Doutor Notório Saber pela pela Universidade Federal do Rio Grande do Sul (UFRGS). De 1988 a 1994, foi analista de projetos do Banco de Desenvolvimento do Estado do Rio Grande do Sul (Badesul). Entre 1995 a 2000, exerceu as funções de secretário municipal de Captação de Recursos e Cooperação Internacional e, em 2001, de coordenador de Relações Internacionais da prefeitura de Porto Alegre. Em 2002, ocupou o cargo de secretário da Coordenação e Planejamento do Estado do Rio Grande do Sul.
A partir de 2003, passou a atuar na esfera federal como subsecretário especial do Conselho de Desenvolvimento Econômico e Social da Presidência da República. Em 2004, assumiu a presidência do Fundo Nacional de Desenvolvimento da Educação (FNDE). Entre 2005 e 2014, foi secretário-executivo do Ministério da Educação (MEC). Em fevereiro de 2014, no governo da presidenta Dilma Rousseff, foi designado ministro da Educação do Brasil, cargo que ocupou até janeiro de 2015.
No MEC, Henrique Paim participou da elaboração e da implantação de importantes políticas públicas de educação. Entre elas, destacam-se programas que passaram a abranger toda a educação básica, como o Fundo de Manutenção e Desenvolvimento da Educação Básica e de Valorização dos Profissionais da Educação (Fundeb), o Programa Caminho da Escola, o Plano de Ações Articuladas (PAR) e a ampliação e reestruturação do Salário Educação. Na educação superior, destacam-se programas como a Lei de Cotas, o Exame Nacional do Ensino Médio (Enem), o Sistema de Seleção Unificada (SiSU), o Programa Universidade para Todos (ProUni), o Fundo de Financiamento ao Estudante do Ensino Superior (FIES), o Programa Universidade Aberta do Brasil (UAB), o Programa Institucional de Bolsas de Iniciação à Docência (PIBID), a criação dos Institutos Federais de Educação, Ciência e Tecnologia e a ampliação das universidades federais.

Entre 2015 e 2016, Henrique Paim foi diretor da área social do Banco Nacional de Desenvolvimento Econômico e Social (BNDES). Desde 2018, é diretor da FGV DGPE, diretoria da Fundação Getúlio Vargas que presta apoio técnico a ações voltadas ao desenvolvimento da gestão pública, em especial da gestão de sistemas educacionais. Eleito para a cadeira 15, que tem como patrono Clementino Fraga Filho, Henrique Paim é titular da Associação Brasileira de Educação (ABE).